# Kantons van Bas-Rhin
Het Franse departement Bas-Rhin (67) omvat, sinds de hervorming van de kantons die bij wet doorgevoerd werd in 2013 en voor het eerst toegepast bij de departementsverkiezingen van maart 2015, nog 23 in plaats van 44 kantons. In een aantal gevallen werden afgeschafte kantons in hun geheel toegevoegd aan reeds bestaande kantons, in andere gevallen werden de gemeenten van afgeschafte kantons verdeeld over verschillende bestaande kantons of werden geheel nieuwe kantons gevormd.

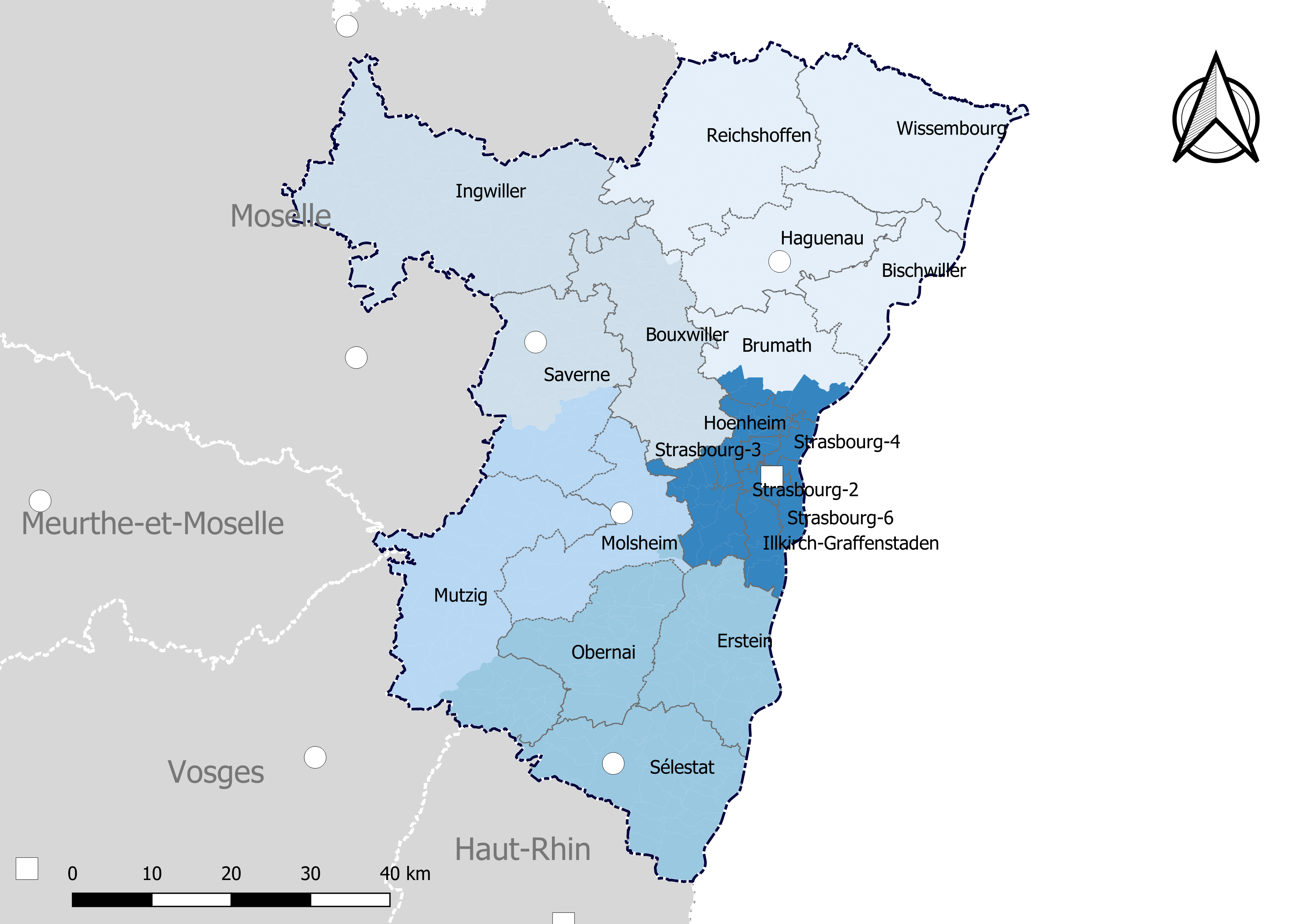
Kantons van Bas-Rhin, met arrondissementen in blauwtinten (toestand 1 januari 2019)

Het beoogde doel van de hervorming was kantons te vormen die naar inwoneraantal vergelijkbaar groot zijn (maximaal 20% afwijking van het gemiddelde voor het departement) zodat de vertegenwoordiging van elk kanton in de departementsraad (twee als koppel verkozen raadsleden per kanton) voortaan ook ongeveer een gelijk aantal inwoners zou vertegenwoordigen.
Het gemiddelde inwoneraantal voor een kanton in het departement bedraagt na de hervorming ongeveer 48.250 (pop. municipale 2013). De grootste afwijkingen hiervan zijn er voor Kanton Sélestat (+15%) en Kanton Obernai (-16%).

## Kantons van het departement Bas-Rhin na de hervorming van 2013
Bij de hervorming van de kantons werd geen rekening gehouden met de bestaande arrondissementsgrenzen, als gevolg hiervan liggen kantons niet langer steeds binnen eenzelfde arrondissement.
| Kanton | Kanton                        | Inwoners 2013* | Aantal gemeenten |
| ------ | ----------------------------- | -------------- | ---------------- |
| 1      | Kanton Bischwiller            | 51.769         | 22               |
| 2      | Kanton Bouxwiller             | 48.379         | 59               |
| 3      | Kanton Brumath                | 52.183         | 22               |
| 4      | Kanton Erstein                | 47.076         | 28               |
| 5      | Kanton Haguenau               | 48.854         | 14               |
| 6      | Kanton Hœnheim                | 49.631         | 10               |
| 7      | Kanton Illkirch-Graffenstaden | 47.324         | 4                |
| 8      | Kanton Ingwiller              | 44.993         | 75               |
| 9      | Kanton Lingolsheim            | 48.168         | 13               |
| 10     | Kanton Molsheim               | 54.323         | 31               |
| 11     | Kanton Mutzig                 | 46.858         | 51               |
| 12     | Kanton Obernai                | 40.478         | 25               |
| 13     | Kanton Reichshoffen           | 49.011         | 45               |
| 14     | Kanton Saverne                | 49.635         | 52               |
| 15     | Kanton Schiltigheim           | 48.882         | 2                |
| 16     | Kanton Sélestat               | 55.369         | 29               |
| 17     | Kanton Strasbourg-1           | 47.687         | 1                |
| 18     | Kanton Strasbourg-2           | 42.061         | 1                |
| 19     | Kanton Strasbourg-3           | 46.834         | 1                |
| 20     | Kanton Strasbourg-4           | 43.455         | 1                |
| 21     | Kanton Strasbourg-5           | 40.611         | 1                |
| 22     | Kanton Strasbourg-6           | 55.070         | 1                |
| 23     | Kanton Wissembourg            | 50.809         | 44               |

Bron: INSEE - *Inwoners 2013 = Population municipale

## Kantons van het departement Bas-Rhin voor de hervorming van 2013
| Arrondissement | Arrondissement      | Kanton | Kanton                 |
| -------------- | ------------------- | ------ | ---------------------- |
| 5              | Sélestat-Erstein    | 1      | Barr                   |
| 5              | Sélestat-Erstein    | 2      | Benfeld                |
| 2              | Haguenau            | 3      | Bischwiller            |
| 4              | Saverne             | 4      | Bouxwiller             |
| 6              | Strasbourg-Campagne | 5      | Brumath                |
| 4              | Saverne             | 6      | Drulingen              |
| 5              | Sélestat-Erstein    | 7      | Erstein                |
| 6              | Strasbourg-Campagne | 8      | Geispolsheim           |
| 2              | Haguenau            | 9      | Haguenau               |
| 6              | Strasbourg-Campagne | 10     | Hochfelden             |
| 7              | Wissembourg         | 11     | Lauterbourg            |
| 5              | Sélestat-Erstein    | 12     | Marckolsheim           |
| 4              | Saverne             | 13     | Marmoutier             |
| 3              | Molsheim            | 14     | Molsheim               |
| 2              | Haguenau            | 15     | Niederbronn-les-Bains  |
| 5              | Sélestat-Erstein    | 16     | Obernai                |
| 4              | Saverne             | 17     | La Petite-Pierre       |
| 3              | Molsheim            | 18     | Rosheim                |
| 3              | Molsheim            | 19     | Saales                 |
| 4              | Saverne             | 20     | Sarre-Union            |
| 4              | Saverne             | 21     | Saverne                |
| 6              | Strasbourg-Campagne | 22     | Schiltigheim           |
| 3              | Molsheim            | 23     | Schirmeck              |
| 5              | Sélestat-Erstein    | 24     | Sélestat               |
| 7              | Wissembourg         | 25     | Seltz                  |
| 7              | Wissembourg         | 26     | Soultz-sous-Forêts     |
| 8              | Straatsburg-Stad    | 27     | Straatsburg-1          |
| 8              | Straatsburg-Stad    | 28     | Straatsburg-2          |
| 8              | Straatsburg-Stad    | 29     | Straatsburg-3          |
| 8              | Straatsburg-Stad    | 30     | Straatsburg-4          |
| 6              | Strasbourg-Campagne | 31     | Truchtersheim          |
| 5              | Sélestat-Erstein    | 32     | Villé                  |
| 3              | Molsheim            | 33     | Wasselonne             |
| 7              | Wissembourg         | 34     | Wissembourg            |
| 7              | Wissembourg         | 35     | Wœrth                  |
| 8              | Straatsburg-Stad    | 36     | Straatsburg-5          |
| 8              | Straatsburg-Stad    | 37     | Straatsburg-6          |
| 8              | Straatsburg-Stad    | 38     | Straatsburg-7          |
| 8              | Straatsburg-Stad    | 39     | Straatsburg-8          |
| 8              | Straatsburg-Stad    | 40     | Straatsburg-9          |
| 8              | Straatsburg-Stad    | 41     | Straatsburg-10         |
| 6              | Strasbourg-Campagne | 42     | Illkirch-Graffenstaden |
| 6              | Strasbourg-Campagne | 43     | Mundolsheim            |
| 6              | Strasbourg-Campagne | 44     | Bischheim              |